# Windows Mobile 6
Windows Mobile 6 (nombre en clave Crossbow) es la sexta versión descontinuada de Windows Mobile, lanzada el 12 de febrero de 2007, en el 3GSM World Congress 2007. Vino en distintas ediciones preparadas para su uso de consumidor, profesional o básico. El SO tuvo dos actualizaciones mayores, Windows Mobile 6.1 y 6.5.
Se basó en el núcleo del sistema operativo Windows CE y contó con un conjunto de aplicaciones básicas. Estaba diseñado para ser similar a las versiones de escritorio de Windows estéticamente. Además, existió una gran variedad de aplicaciones que se podían adquirir a través de Windows Marketplace for Mobile hasta su cierre a favor de Windows Phone Marketplace, el cual a su vez fue remplazado por Microsoft Store en Windows 10 Mobile.

## Historia
Windows Mobile 6 fue demostrado y lanzado el 12 de febrero de 2007, en el 3GSM World Congress 2007. La nueva versión continúa con Windows CE, como sucesor de Windows Mobile 5. Estéticamente, Windows Mobile 6 estaba preparado para ser similar en diseño al nuevo Windows Vista. Funcionalmente, trabajó muy parecido a su predecesor, Windows Mobile 5, pero con estabilidad mejorada. Con el anuncio de Office Mobile 6.1, con soporte para formatos de documentos de Office 2007, One Note fue añadido a la versión instalada. Las aplicaciones del SO vienen empaquetadas en archivos .cab y .exe.

## Actualizaciones
Esta versión de Windows Mobile tuvo dos actualizaciones mayores, las cuales fueron la versión 6.1 y la versión 6.5.

### Windows Mobile 6.1
Windows Mobile 6.1 fue anunciado el 1 de abril de 2008. Es una actualización mayor para la plataforma de Windows Mobile 6, con mejoras y una pantalla de Inicio rediseñada, con tiles horizontales que se expanden al clicar para más información. La edición Standard es la única que soporta la nueva pantalla Inicio. El número de build final en esta versión es la 5.2.19216, aumentando un dígito al final, pues en WM6 el número de build final es 5.2.1622.

### Windows Mobile 6.5
Windows Mobile 6.5 fue una actualización para la versión 6.1 que tenía intención de ser un puente entre WM6 y el sistema que iba a ser conocido como Windows Phone 7. El número de build final es la compilación 5.2.28004. Microsoft demostró esta versión en el Mobile World Congress de 2009 y la mayoría de dispositivos eran actualizables a ésta. El 11 de mayo fue lanzada oficialmente su RTM. Tiene una nueva GUI, una nueva pantalla Today y parte de las características de la interfaz de usuario de Zune OS. Esta versión incluye Internet Explorer 6 con una interfaz renovada.

## Sucesor
Tras la salida de Windows Mobile 6.5.3 y el descubrimiento de una ROM de WM6.5.5, se comenzó a buscar información sobre el que sería el sucesor de esta versión. Ya había habido una serie de retrasos con el lanzamiento de Windows Vista y Windows 7, al igual que con el desarrollo de Windows Mobile 7, que iba a ser el sucesor de WM6.5, pero todo cambió ya muy tarde. Por eso, se decidió desarrollar un sistema operativo completamente nuevo, Windows Phone 7, basado en Windows CE y, probablemente, en Zune OS.
Windows Phone 7 iba a volver a centrarse en la idea que Microsoft tenía como el sistema operativo móvil ideal, mientras que el proyecto de Windows Mobile 7, ya en desarrollo, se canceló, porque no estaba terminado y perdió su meta de ser como Windows Phone 7. Por lo visto, era más sencillo hacer un sistema nuevo con el diseño terminado, que desarrollar todo el diseño y las funciones sobre el código de Windows Mobile 6.5. Así, se oficializó en 2010 que Windows Mobile 6 no podría actualizar al nuevo Windows Phone 7.
Nunca fue parte de la línea de desarrollo original y se ha descrito por Steve Ballmer, CEO de Microsoft en ese momento, que esa no era la versión completa y no la esperaba así. Ballmer también indicó que la compañía perdió el rumbo de Windows Mobile, lamentando que Windows Mobile 7 no estaba disponible todavía y que el equipo tuvo que recuperar todo lo perdido.
Si bien muchos pensaron que Windows Mobile había sido descontinuado temporalmente en favor del nuevo sistema operativo de Windows Phone 7,
la amplia gama de teléfonos industriales hizo en 2010 a Microsoft optar por una tercera línea de sistemas operativos para móviles a la que llamó Windows Embedded Handheld, que vendría a ser la nueva línea de sistemas operativos basados en Windows Mobile 6.5. Después, fue renombrado a Windows 10 IoT con la llegada de Windows 10 en 2015.